# Automolis ferrigera
Automolis ferrigera är en fjärilsart som beskrevs av Druce 1910. Automolis ferrigera ingår i släktet Automolis och familjen björnspinnare. Inga underarter finns listade i Catalogue of Life.